# Jake Smolinski
Jacob Smolinski (né le 9 février 1989 à Rockford, Illinois, États-Unis) est un voltigeur des Athletics d'Oakland de la Ligue majeure de baseball.

## Carrière
Jake Smolinski est un choix de deuxième ronde des Nationals de Washington en 2007. Après deux saisons jouées en ligues mineures dans l'organisation des Nationals, Smolinski est échangé, avec le joueur d'utilité Emilio Bonifacio et le lanceur droitier des mineures P. J. Dean, aux Marlins de la Floride pour le lanceur gaucher Scott Olsen et le voltigeur Josh Willingham. Cinq saisons plus tard, Smolinski, toujours dans les mineures, signe comme agent libre un contrat avec les Rangers du Texas.
Jake Smolinski fait ses débuts dans le baseball majeur avec les Rangers le 7 juillet 2014, à l'âge de 25 ans. Il joue 24 matchs des Rangers en 2014 et réussit 30 coups sûrs pour une moyenne au bâton de ,349 en 92 passages au bâton, avec 3 circuits et 12 points produits. Son premier coup sûr dans les majeures est un double aux dépens du lanceur Josh Zeid des Astros de Houston le 8 juillet 2014 et son premier circuit le 16 septembre suivant contre le lanceur Scott Kazmir des A's d'Oakland.
En 59 matchs joués pour Texas en 2014 et 2015, Smolinksi maintient une moyenne au bâton de ,260 avec 4 circuits et 18 points produits. Il est réclamé au ballottage par les Athletics d'Oakland le 21 juin 2015.